# Vladimir Kozlov (bobbista)
Vladimir Evgen'evič Kozlov (in russo Владимир Евгеньевич Козлов?; Myrnohrad, 7 marzo 1958) è un ex bobbista ucraino.
Prima della dissoluzione dell'Unione Sovietica (1991) ha gareggiato per l'Unione Sovietica, per la quale ha conseguito tutti i suoi più importanti risultati.

## Biografia
Durante la giovinezza praticò l'atletica leggera, ottenendo il titolo di maestro dello standard sportivo nella corsa dei 100 metri. Laureato presso l'Ordine Centrale Statale dell'Istituto di Cultura Fisica Lenin (GTSOLIFK), parlò a nome dei sindacati VDFSO.
Alle Olimpiadi di Calgary 1988 vinse insieme pilota Jānis Ķipurs la prima medaglia d'oro olimpica nel bob per l'Unione Sovietica: dopo aver terminato l'ultima delle quattro discese della gara in coppia, Kozlov aveva le mani così strette per la stanchezza che non riusciva ad aprirle che Kipurs lo dovette aiutare. Nella stessa edizione, vinse anche il bronzo della gara di bob a quattro (con Janis Kipurs, Guntis Osis e Juris Tone). L'allenatore di Kozlov era A. M. Schroeders. Completata la sua carriera agonistica nel 1994, fu allenatore di bob in Ucraina.
Nell'estate del 2006 presentò la candidatura a presidente della Federazione russa di bob e skeleton (FSBR), ma non fu ammessa in quanto all'epoca non era iché a quel tempo non era membro della FSBR. Alcune settimane dopo, Kozlov organizzò e diresse la Federazione di bob e skeleton di Mosca [7] . Dal 2010-2015 fu direttore tecnico della Federazione russa di bob, occupandisi della Nazionale di bob della Russia in vissta dei giochi invernali di Soči 2014, per i quali fu anche membro della commissione per l'omologazione della pista olimpica SBT “Sanki”. Attualmente è allenatore della squadra di bob di Mosca e dell'Istituto statale di bilancio Khlebnikovo SShOR.

## Palmarès

### Olimpiadi
- 2 medaglie:
  - 1 oro (bob a due a Calgary 1988);
  - 1 bronzo (bob a quattro a Calgary 1988).